# スター☆トゥインクルプリキュアLIVE2019 KIRA☆YABA!イマジネーションライブ
『スター☆トゥインクルプリキュアLIVE2019 KIRA☆YABA!イマジネーションライブ』は、2019年9月28日に昭和女子大学人見記念講堂で開催された、アニメ『スター☆トゥインクルプリキュア』のコンサート。2020年3月4日には公演の模様を収録したBlu-ray DiscとDVDが発売されている。

## 背景
テレビアニメ『スター☆トゥインクルプリキュア』の主題歌歌手と出演声優によるコンサートで、作品公式ライブとしては2019年1月開催のシリーズ15周年記念ライブに続く通算4回目の開催となる。
ライブは昼夜2部開催となっているが、これまで開催されたライブとは異なり、披露された曲目が昼夜同一になっている。

## リリース
映像ソフトの発売は『キラキラ☆プリキュアアラモードLIVE2017 スウィート☆デコレーション』（2017年10月開催、2018年2月発売）以来となり、今回は本編として夜公演の全編を収録、映像特典としてバックステージメッセージと本編未収録となった昼公演のMC集も収録している。封入特典としてライブの場面写真を収録したフォトブックレットが付属。

## 出演者
- 成瀬瑛美
- 小原好美
- 安野希世乃
- 小松未可子
- 上坂すみれ
- 吉武千颯
- 宮本佳那子
- 五條真由美

なお、本作品でオープニングテーマを担当している北川理恵は、自身のスケジュールの都合（出演するミュージカル『ラ・マンチャの男』愛知公演の開催日程が重なったため）で、未出演となった。

## セットリスト
前述の通り、2公演共通となっている。楽曲の解説は各収録作品を参照のこと。
1. スターカラーペンダント!カラーチャージ!（クインテットver.）（成瀬瑛美・小原好美・安野希世乃・小松未可子・上坂すみれ）
2. キラリ☆彡スター☆トゥインクルプリキュア（出演者全員[注 1]）
3. パペピプ☆ロマンチック（TVサイズver.）（吉武千颯・成瀬瑛美・小原好美・安野希世乃・小松未可子・上坂すみれ）
4. イマジネーション☆ハレーション☆彡（成瀬瑛美）
5. ドキドキ☆La・La・Lun TOUR（小原好美）
6. コズミック☆ミステリー☆ガール（上坂すみれ）
7. DANZEN!ふたりはプリキュア (Ver. Max Heart)（五條真由美）
8. Five Colors（五條真由美・吉武千颯・宮本佳那子）
9. TO BE LOVE〜扉〜（吉武千颯・宮本佳那子[4]）
10. プリキュア!カナYell☆ミラクル（宮本佳那子）
11. WINくる!プリキュアミラクルユニバース☆（吉武千颯・宮本佳那子・五條真由美[注 2]）
12. キミのソンリッサ（安野希世乃）
13. Moonlight Signal（小松未可子）
14. Prism Rainbow Heart（上坂すみれ）
15. 教えて...!トゥインクル☆（吉武千颯＆出演者全員[注 3]）
16. Twinkle Stars（成瀬瑛美・小原好美・安野希世乃・小松未可子・上坂すみれ）
17. パペピプ☆ロマンチック（出演者全員）